# Gabinet gadów
Gabinet gadów (ang. The Reptile Room) – powieść dla dzieci i druga z książek z Serii niefortunnych zdarzeń, napisanych przez Daniela Handlera pod pseudonimem Lemony Snicket. Sieroty Baudelaire mają zamieszkać z kolejnym krewnym – doktorem Montgomery Montgomery. Gdy dzieci poznają swojego nowego opiekuna jako miłego herpetologa, Hrabia Olaf układa kolejny plan, aby zdobyć fortunę pozostawioną dzieciom przez ich rodziców.